# Тавук-гёксу
Тавук-гёксу (тур. tavukgöğsü, [taˈvuk ɟøːˈsy], «куриная грудка») — турецкий десерт, молочный пудинг из куриного мяса. Один из самых известных деликатесов, которые подавали османским султанам во дворце Топкапы. Считается «фирменным» турецким блюдом.
В традиционном рецепте используют белое куриное мясо грудки, предпочтительно свежезабитого каплуна. Мясо варят до мягкости, разделяют на тончайшие волокна или рийет. В современных вариантах рецепта чаще всего мясо отбивают до пюре. Мясо смешивают с молоком, сахаром, дроблёным рисом и/или другими загустителями, и часто какой-то приправой, например корицей. В результате получается густой пудинг, которому перед подачей часто придают какую-либо форму.
Блюдо имеет сходство со средневековым «белым блюдом», или бланманже, распространённым в европейской кухне высшего сословия: «Перед прибытием в Мехико его развлекали … manjar blanco [blanc manger] … блюдом, которое подают в современной Турции на десерт и которое называется тавук-гёксу», «В XIV веке Западная Европа не могла вдоволь насытиться тавук-гёксу. Известный в Англии как бланманже, или 'белое блюдо', бледный куриный пудинг появляется в поваренных книгах Англии, Италии и Германии того времени».